# Moonsorrow
Moonsorrow är ett black/folk metal-band från Helsingfors i Finland. Bandet bildades 1995. Själva säger de sig spela hednisk metal.

## Medlemmar
Nuvarande medlemmar
- Ville Sorvali (aka Seponpoika) – trummor, keyboard (1995–1996), bakgrundssång (1996), growl (1997– ), basgitarr (1998– )
- Henri Sorvali (aka Urponpoika) – gitarr, keyboard, sång, bakgrundssång, dragspel, mungiga, flöjt (1995– )
- Mitja Harvilahti – gitarr, sång, growl (1999– )
- Marko "Baron" Tarvonen – trummor, akustisk gitarr, bakgrundssång (1999– )
- Markus Eurén – keyboard, bakgrundssång (2001– )

Gästande musiker
- Tomas Väänänen – sång
- Hittavainen – violin, jouhikko, blockflöjt
- Janne Perttilä – gitarr (live), bakgrundssång (2007– )

## Diskografi
Studioalbum
- 1999 – Tämä ikuinen talvi
- 2001 – Suden Uni
- 2001 – Voimasta Ja Kunniasta
- 2003 – Kivenkantaja
- 2003 – Suden Uni (återutgåva av 2001-albumet med bonusspår och en DVD)
- 2005 – Verisäkeet
- 2007 – Viides Luku - Hävitetty
- 2011 – Varjoina kuljemme kuolleiden maassa
- 2016 – Jumalten aika

Demo
- 1997 – Metsä
- 1999 – Tämä Ikuinen Talvi (även som CD 2001)

EP
- 1997 – Metsä
- 2008 – Tulimyrsky EP

Samlingsalbum
- 2014 – Heritage: 1995-2008 – The Collected Works
- 2019 – Back to North (5CD Box)

Övrigt
- 1995 – Thorns of Ice (ej utgiven demo)
- 1997 – Promo (Moonsorrow) (ej utgiven demo)